# 凉水河
39°47′16″N 116°28′45″E / 39.787830°N 116.479196°E
凉水河是北京地区的一条河流，为北运河的支流。
凉水河发源于首钢退水口，分为4.76公里的人民渠（首钢至玉泉路石槽桥）、7.17公里的新开渠（石槽桥至莲花池暗涵出口）、4.27公里的莲花河（莲花池暗涵出口至万泉寺铁路桥）和52.21公里的凉水河（万泉寺铁路桥以下至北运河入河口）四段，先后流经石景山区、海淀区、西城区、丰台区、朝阳区、大兴区、通州区，在漷县镇榆林庄闸上游汇入北运河。全长68公里），流域面积629.7平方公里。其支流有草桥河、马草河、马草沟、大羊坊沟、萧太后河。目前河道上建有4座拦河闸：大红门闸、马驹桥闸、新河闸、张家湾闸。
1. ↑  . 北京晚报. 2016-04-25  [2020-09-09]. （原始内容存档于2016-04-26）.
2. ↑  . 国际在线. 2017-08-06  [2020-09-09]. （原始内容存档于2020-07-24）.
3. ↑  . 北京日报. 2019-05-23  [2020-09-09].[]